# Ceresium apicale
Ceresium apicale là một loài bọ cánh cứng trong họ Cerambycidae.